# Trioza beilschmiediae
Trioza beilschmiediae är en insektsart som beskrevs av Yang 1984. Trioza beilschmiediae ingår i släktet Trioza och familjen spetsbladloppor. Inga underarter finns listade i Catalogue of Life.